# Widuchowa (gemeente)
De gemeente Widuchowa is een gemeente in powiat gryfiński. Aangrenzende gemeenten:
- Banie, Chojna en Gryfino (powiat Gryfiński)

De gemeente grenst aan Duitsland.
De zetel van de gemeente is in het dorp Widuchowa.
De gemeente beslaat 11,2% van de totale oppervlakte van de powiat.

## Demografie
Stand op 30 juni 2004:
| Omschrijving                   | Totaal | Totaal | Vrouwen | Vrouwen | Mannen | Mannen |
| ------------------------------ | ------ | ------ | ------- | ------- | ------ | ------ |
| eenheid                        | aantal | %      | aantal  | %       | aantal | %      |
| inwoners                       | 5608   | 100    | 2788    | 49,7    | 2820   | 50,3   |
| bevolkingsdichtheid (inw./km²) | 26,7   | 26,7   | 13,3    | 13,3    | 13,4   | 13,4   |

| jaar | inwoners |
| ---- | -------- |
| 1995 | 5 688    |
| 1996 | 5 710    |
| 1997 | 5 710    |
| 1998 | 5 730    |
| 1999 | 5 733    |
| 2000 | 5 647    |
| 2001 | 5 642    |
| 2002 | 5 649    |
| 2003 | 5 648    |
| 2004 | 5 633    |
| 2005 | 5 608    |

De gemeente heeft 6,8% van het aantal inwoners van de powiat. In 2002 bedroeg het gemiddelde inkomen per inwoner 1311,01 zł.

## Plaatsen
- Widuchowa - gemeentezetel

Administratieve plaatsen (sołectwo) van de gemeente Widuchowa:
- Bolkowice, Czarnówko, Dębogóra, Kłodowo, Krzywin, Lubicz, Marwice, Ognica, Pacholęta, Polesiny, Rynica, Żarczyn en Żelechowo.

Overige plaatsen: Kiełbice, Krzywinek, Lubiczyn, Pąkowo, Radoszki, Tarnogórki, Widuchówko, Wilcze.